# Мандах (Дорноговь)
Мандах (монг. Мандах сум) — сомон в аймаке Дорноговь в юго-восточной Монголии.
Центр Мандаха — Тухум находится в 170 км от административного центра аймака г.Сайншанда и в 454 км от столицы Улан-Батора.
Территория — 12, 66 км². Население — 1 528 человек (2009).
Административно разделён на 5 местных самоуправлений (баг): Тохум, Сервен Баянхошуу, Уэхии, Алхан Тиег и Баянхошуу.
В связи с подготовкой к открытию Цагаан-Суваргского рудника «Монгольской золотой компании» усилилась миграция населения, имеется тенденцию к увеличению численности и плотности населения. 68 % населения Мандаха обеспечивает свои экономические потребности за счёт доходов от животноводства, поэтому источники средств к существованию людей сильно зависят от природы и климата.
Климат — резкоконтинентальный. Имеется богатый животный мир.
Есть школа, больница, санатории, культурный и торгово-обслуживающие центры.

## Экономика
Преобладает животноводство. Насчитывается стадо в 89,8 тыс. животных, в том числе 13,6 тыс. чистопородных местных пород.
Производится добыча полезных ископаемых, в том числе золота. Имеется 1 глубокая скважина источника пресной воды, 1 насосная станция производительностью 45 м³/сутки и 1 установка для смягчения воды производительностью 50 м³/сутки.